# Time (revista)
Time (estilizado em caixa alta como TIME) é uma das mais conhecidas revistas de notícias semanais do mundo, publicada nos Estados Unidos. Uma edição europeia (Time Europe, antes conhecida por Time Atlantic) também é publicada de Londres, e cobre o Oriente Médio, a África e (desde 2003) a América Latina. Além disso, uma edição asiática (Time Asia) é editada de Hong Kong. Uma edição canadense (Time Canada) é editada de Toronto. Segundo muitos observadores da imprensa mundial, a Time é hoje a revista semanal de maior circulação no planeta.
A Time tem a maior circulação do mundo para uma revista semanal de notícias e tem um público de 26 milhões de pessoas, 20 milhões das quais baseadas nos Estados Unidos. Em 2012 teve uma tiragem de 3,3 milhões de exemplares, tornando-se a 11ª. revista de maior circulação nos Estados Unidos e a segunda de circulação semanal, atrás da People. Em 2015, a sua circulação foi de 3 036 602.
Richard Stengel era o editor-chefe de maio de 2006 a outubro de 2013, quando entrou para o Departamento de Estado dos Estados Unidos. Nancy Gibbs foi a editora-chefe da publicação de 2013 a 2017, sendo substituída por Edward Felsenthal.

## História

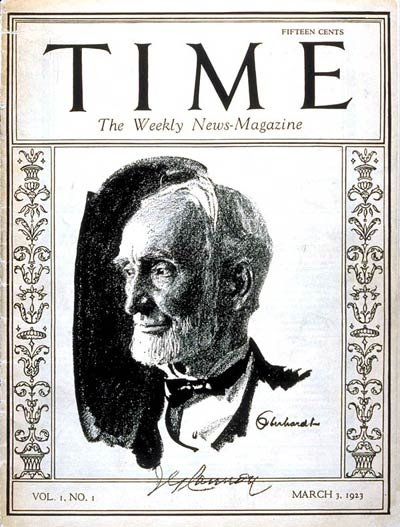
Capa da primeira edição da Time

A primeira edição da Time foi publicada em 3 de março de 1923, com Joseph G. Cannon, da Câmara dos Deputados dos EUA na capa. Antes dos seus dois principais concorrentes atuais, a Time inventou o conceito de revista semanal de notícias. Foi cofundada em 1923 por Briton Hadden e Henry Luce. Ambos já tinham trabalhado juntos antes na Universidade de Yale, com Hadden e Luce servindo como presidente e editor-gerente, respectivamente, da Yale Daily News, uma revista feita pelos alunos da Universidade. Hadden morreu em 1929, e Luce tornou-se a pessoa principal na Time e um ícone da mídia do século XX. Hadden era o mais solto dos dois, que "mexia" com Luce e via a Time como algo importante mas também divertido. Isto influenciou o tom da revista, que muitas pessoas julgam não sério o suficiente para notícias sérias e cabe mais a sua extensa cobertura de celebridades (incluindo políticos), da indústria de entretenimento e da cultura popular.

### Fusões
A Time tornou-se parte da Time Warner em 1989 quando a Warner Communications e a Time, Inc. fundiram-se. Desde 2000, a revista vem fazendo parte da AOL Time Warner, que subsequentemente reverteu seu nome de volta para Time Warner em 2003.

### Time for Kids
A Time for Kids surgiu como uma divisão da revista Time produzida especialmente para crianças, contendo algumas notícias nacionais, uma charge semanal e outros em suas oito páginas semanais. Também produz edições especiais e elege suas próprias Pessoas do Ano. No site, também promove um programa de "repórter infantil".

## Pessoa do Ano

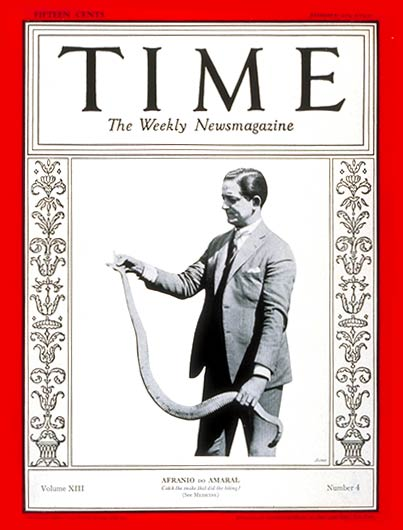
Capa da revista Time com o brasileiro Afrânio do Amaral, em 1929.

A principal e mais conhecida característica da revista é sua nomeação de Pessoa do Ano, que já é realizada desde 1927 na qual a Time reconhece o indivíduo ou grupo de indivíduos que tiveram o maior efeito nas notícias do ano. Apesar do título, quem o recebe não é necessariamente humano. No passado, até mesmo ideias e máquinas tiveram a honra. Por exemplo, em 1982, o IBM PC/AT (computador pessoal) foi considerado pela Time o Homem do Ano.
A escolha frequentemente gera polêmica. Em 1938, o escolhido foi Adolf Hitler. Já em 1939 e 1942, Josef Stalin recebeu a "honra". A partir de 1999, o título foi alterado de "Homem do Ano" para Pessoa do Ano, para evitar a sugestão sexista. Os últimos a receberem o título de Homem do Ano, em 1998, foram o presidente Bill Clinton e o promotor Kenneth Starr, que o perseguiu no famoso escândalo devido ao caso extraconjugal do presidente com Monica Lewinsky. Albert Einstein foi a pessoa do século na última edição da Time de 1999.

### Brasileiros
Ao total, nove brasileiros já foram capa da revista, sendo seis presidentes, um diplomata, um herpetólogo e um futebolista: Afrânio do Amaral (1929); Júlio Prestes (1930); Getúlio Vargas (1940); Osvaldo Aranha (1942); Café Filho (1954); Juscelino Kubitschek (1956); Jânio Quadros (1961); Artur da Costa e Silva (1967) e Neymar (2013).
A banda mineira Pato Fu foi eleita em 2001 pela revista como uma das dez melhores bandas do mundo. O presidente Luiz Inácio Lula da Silva foi eleito como uma das 100 pessoas mais influentes do mundo em 2010 pela revista. A presidente Dilma Rousseff foi eleita como uma das 100 pessoas mais influentes do mundo em 2011 pela revista. O Presidente Jair Bolsonaro foi eleito como uma das 100 pessoas mais influentes do mundo em 2019 e 2020 pela revista. O Youtuber Felipe Neto foi eleito como uma das 100 pessoas mais influentes do mundo em 2020 pela revista.